# コーンウォール (重巡洋艦)
HMS コーンウォール (HMS Cornwall, 56) は、イギリス海軍のカウンティ級重巡洋艦。ケント級重巡洋艦に分類されることもある。艦名はイングランド南西部のコーンウォール州にちなむ。

## 艦歴
1924年10月9日にデヴォンポートで起工し、1926年3月11日に進水。1928年5月8日に就役した。中国艦隊の第5巡洋艦戦隊に配備され、極東にむかう。
1929年10月、姉妹艦「ケント」や空母「ハーミーズ」等と共に日本を訪問し、各艦は日本列島の各地に寄港する。「コーンウォール」は長崎県長崎港（8日～14日）、大分県別府港（16日～21日）、静岡県清水港（22日～30日）に入港した。
1930年4月、「コーンウォール」は神奈川県横浜港（14日～22日）や、兵庫県神戸港（23日～29日）に、それぞれ寄港して滞在した。
1934年11月、イギリス艦隊が日本各地を訪問する。「コーンウォール」は横浜港（2日～12日）と、神戸港（13日～19日）に、それぞれ滞在した。
1935年10月、イギリス海軍の重巡「ドーセットシャー」やD級巡洋艦多数が日本を訪問するが、「コーンウォール」は朝鮮半島に留まり来日していない。
1936年7月、イギリス本国に戻り、修理と改装を行う。1937年12月に改装を終え、第2巡洋艦戦隊に配備されたあと、古巣の第5巡洋艦戦隊に戻った。
1939年9月、第二次世界大戦が始まる。連合国の海軍に対して劣勢のドイツ海軍は通商破壊を開始、Uボートと共に仮装巡洋艦やドイッチュラント級装甲艦（通称 “ポケット戦艦”）を大西洋やインド洋に放った。「コーンウォール」は装甲艦「アドミラル・グラーフ・シュペー」の捜索に従事した。
1940年7月、イギリスに戻る。8月、再びイギリスを離れ西アフリカでダカール沖海戦に参加、また自由フランス軍のカメルーン、ドゥアラ占領を支援した。同年12月からは南アフリカのサイモンズタウンを拠点に南大西洋とインド洋で多数の船団を護衛した。
1941年4月29日にドイツ仮装巡洋艦「ピンギン」に沈められたイギリス船「Clan Buchanan」の信号が受信されると、「コーンウォール」などはモンバサから出撃した。5月7日にはタンカー「British Emperor」が「ピンギン」に沈められた。「British Emperor」の発した信号を受信すると「コーンウォール」は現場へと急行し、翌日「ピンギン」を捉えた。戦闘となったとき「コーンウォール」は不具合が発生していてすぐに反撃ができず、また被弾により操舵装置が被害を受けたが、その後与えた命中弾が「ピンギン」に搭載されていた爆雷を爆発させ、「ピンギン」は爆沈した。「コーンウォール」では電気系統に被害が生じたことで機関室が高温となり、熱射病による死者が1名でた。この戦闘での「コーンウォール」の被弾は2発で、一方4発の命中弾を与えた。

1942年月、東洋艦隊に加わる。ジェームズ・サマヴィル提督（東洋艦隊司令長官）直率の高速部隊と分離して行動中の4月5日、セイロン島の南東約320kmのインド洋で日本海軍の南雲機動部隊から飛来した江草隆繁少佐（空母「蒼龍」飛行隊長）率いる九九式艦爆隊（蒼龍18、飛龍18、赤城17、合計53機）の急降下爆撃を受ける。重巡洋艦「ドーセットシャー」とともに僅か10数分で撃沈された。コーンウォールへの命中弾は9発、至近弾は6発であったという。

生存者はサメのいる海を漂流することになった。サメは多数いたが、生きている者には襲い掛からなかった。なお重巡2隻の沈没を知ったサマヴィル提督は、指揮下の軽巡洋艦「エンタープライズ」および駆逐艦2隻を救助に派遣した。4月6日の午後遅く、3隻は1122名を救助した。ドーセットシャーでは190名が死亡した。

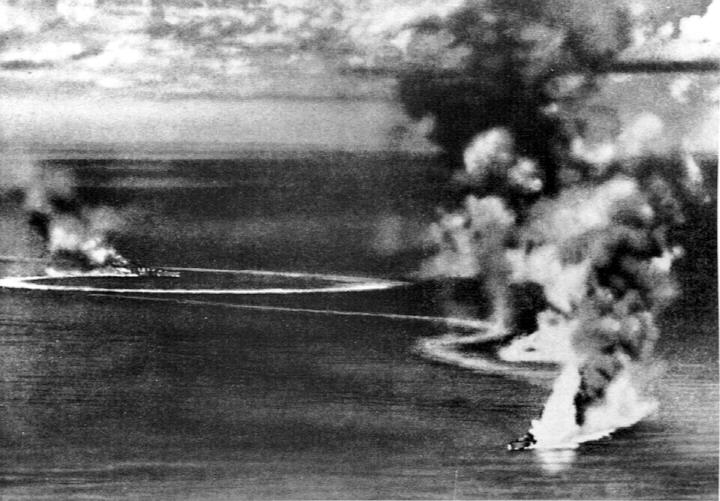
空襲下のコーンウォールとドーセットシャー
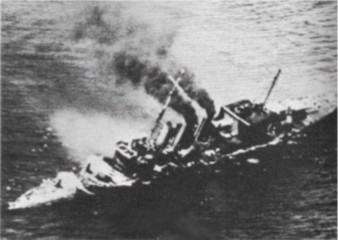
沈没寸前の英重巡「コーンウォール」